# Edward Peeters (wielrenner)
Edward Peeters, ook bekend als Ward Peeters, (Boutersem, 29 juli 1923 - Leuven, 30 januari 2002) was een Belgische wielrenner. Hij was beroepsrenner van 1945 tot 1956.

## Overwinningen
1945
- Kontich
- Dinant
- Beersel

1946
- Brussel
- Neder-over-Heembeek

1947
- 1e etappe deel a GP Prior
- Herve

1948
- Berlaar

1949
- Boutersem
- 7e etappe Ronde van Zwitserland
- Zwartberg
- 1e etappe Dwars door Vlaanderen
- 5e etappe Ronde van België
- Brussel - Bost
- Schaal Sels

1950
- 12e etappe Ronde van Duitsland
- Wellen
- Brussel - Bost
- Brussel - Erps-Kwerps

1951
- Boutersem
- 1e etappe Ronde van Duitsland
- 4e etappe Ronde van Duitsland
- 11e etappe Ronde van Duitsland
- Mere
- Sint-Joris-Weert
- Tienen
- Halse Pijl

1952
- 12e etappe Ronde van Duitsland
- Halse Pijl
- Racour

1954
- Melsele
- Ronde van Limburg
- Boortmeerbeek

1956
- Kumtich

## Resultaten in voornaamste wedstrijden
| Jaar | Ronde van Italië | Ronde van Frankrijk | Ronde van Spanje |
| ---- | ---------------- | ------------------- | ---------------- |
| 1941 |                  |                     |                  |
| 1944 |                  |                     |                  |
| 1945 |                  |                     |                  |
| 1946 |                  |                     |                  |
| 1949 |                  |                     |                  |
| 1950 |                  |                     |                  |
| 1951 |                  |                     |                  |
| 1952 |                  |                     |                  |
| 1953 |                  |                     |                  |
| 1954 | opgave           |                     |                  |
| 1955 |                  |                     |                  |
| 1956 |                  |                     |                  |

| Jaar | Milaan-San Remo | Gent-Wevelgem | Ronde van Vlaanderen | Parijs-Roubaix | Luik-Bast.‑Luik | Waalse Pijl |
| ---- | --------------- | ------------- | -------------------- | -------------- | --------------- | ----------- |
| 1941 |                 |               | 18e                  |                |                 |             |
| 1944 |                 |               | 32e                  |                |                 |             |
| 1945 |                 |               | 12e                  |                |                 |             |
| 1946 |                 |               |                      |                | 28e             | 19e         |
| 1949 |                 |               | 25e                  |                | 13e             | Zilver      |
| 1950 |                 |               |                      |                | 7e              |             |
| 1951 |                 |               |                      | 54e            |                 | 36e         |
| 1952 |                 |               |                      |                |                 | 32e         |
| 1953 |                 |               | 34e                  |                |                 | 7e          |
| 1954 | 13e             | 16e           |                      |                |                 | 9e          |
| 1955 |                 |               |                      |                |                 |             |
| 1956 |                 | 12e           |                      |                |                 | 21e         |